# Строганова, Светлана Васильевна
Светлана Васильевна Строганова (род. 21 мая 1976, дер. Шуйбеляк Новоторъяльского района Марийской АССР) — российская певица и актриса, ведущая.

## Биография
После окончания средней общеобразовательной школы обучалась актёрскому мастерству в театральной студии Марийского молодёжного театра под руководством Олега Иркабаева (1993—1994). В 1994 году поступила в Высшее театральное училище имени М. С. Щепкина в Москве, которое окончила с отличием. С момента окончания и по настоящее время работает в Марийском национальном театре драмы имени М. Шкетана.

## Киноактриса
В 2005 году снялась в фильме известного российского режиссёра Александра Рогожкина «Перегон», где исполнила роль поварихи Валентины. На международном кинофестивале Гильдии актёров кино России «Созвездие» роль Светланы Строгановой номинировалась на приз «За лучшую женскую роль второго плана».

## Награды
- Заслуженная артистка Марийской АССР (2006).
- Государственная премия Республики Марий Эл имени М. Шкетана[луг.-мар.] (2007).
- Народная артистка Республики Марий Эл (2014).